# Mistrzostwa Szwajcarii w Skokach Narciarskich 2017
Mistrzostwa Szwajcarii w Skokach Narciarskich 2017 – zawody o mistrzostwo Szwajcarii w skokach narciarskich, które odbyły się pomiędzy 14-15 października 2017 roku na kompleksie skoczni Schanzen Einsiedeln w Einsiedeln.
Tytuł mistrzowski z poprzedniej edycji obronił Killian Peier. Srebrnym medalistą na dużej skoczni im. Andreasa Küttela został brązowy medalista z 2016 Gregor Deschwanden, który stracił 5,1 pkt. do Peiera, natomiast na trzecim miejscu z pierwszym medalem na tym czempionacie został sklasyfikowany Andreas Schuler, ze stratą 20,4 pkt. do zwycięzcy. Do startu w konkursie przystąpiło jedynie 15 zawodników.
Mistrzynią Szwajcarii na normalnym obiekcie została po raz pierwszy w karierze Sina Arnet. Wicemistrzynią tak jak w poprzedniej edycji została Rea Kindlimann ze stratą 12,1 punktu. Brąz trafił do srebrnej medalistki z 2015 roku Charlotte Suter ze stratą 82 punktów. W konkursie wystartowało sześć skoczkiń.
Drużynowym mistrzem Szwajcarii na tej samej skoczni po raz piąty z rzędu została pierwsza drużyna ZSV, która pokonała drużynę BOSV I oraz drużynę złożoną z zawodników związków ZSSV oraz OSSV. Te drużyny straciły odpowiednio 139,1 i 217,6 punktu. Łącznie sklasyfikowano pięć zespołów reprezentujących pięć lokalnych związków.

## Wyniki
Skróty związków narciarskich
- ZSV – Zürcher Skiverband
- BOSV – Berner Oberländischer Skiverband
- SROM – Ski Romand
- OSSV – Ostschweizer Skiverband
- ZSSV – Zentralschweizer Schneesport Verband

### Konkurs indywidualny mężczyzn na skoczni HS117 (15.10.2017)
| Miejsce | Zawodnik           | Związek narciarski | Klub                      | Skok 1 | Skok 2 | Punkty |
| ------- | ------------------ | ------------------ | ------------------------- | ------ | ------ | ------ |
| 1.      | Killian Peier      | SROM               | SC Vallée de Joux         | 116,5  | 115,0  | 271,2  |
| 2.      | Gregor Deschwanden | ZSSV               | SC Horw                   | 115,5  | 114,0  | 266,1  |
| 3.      | Andreas Schuler    | ZSV                | SC Einsiedeln             | 114,5  | 109,0  | 250,8  |
| 4.      | Gabriel Karlen     | BOSV               | SC Gstaad                 | 111,0  | 109,0  | 244,5  |
| 5.      | Sandro Hauswirth   | BOSV               | SC Gstaad                 | 110,5  | 108,0  | 241,8  |
| 6.      | Luca Egloff        | OSSV               | SC Grabserberg            | 110,0  | 110,0  | 241,5  |
| 7.      | Dominik Peter      | ZSV                | SC Am Bachtel Wald        | 108,0  | 105,5  | 232,8  |
| 8.      | Tobias Birchler    | ZSV                | SC Einsiedeln             | 106,0  | 107,5  | 231,3  |
| 9.      | Pascal Kälin       | ZSV                | SC Einsiedeln             | 102,5  | 100,5  | 206,9  |
| 10.     | Olan Lacroix       | SROM               | SC Les Diablerets         | 98,5   | 95,0   | 191,3  |
| 11.     | Pascal Müller      | ZSV                | SC Einsiedeln             | 87,0   | 86,5   | 149,3  |
| 12.     | Mario Anderegg     | ZSV                | SC Am Bachtel Wald        | 86,0   | 81,5   | 132,5  |
| 13.     | Olivier Anken      | SROM               | SC Le Brassus             | 82,0   | 82,5   | 128,1  |
| 14.     | Kevin Romang       | BOSV               | SC Gstaad                 | 78,0   | 80,0   | 119,4  |
| 15.     | Janne Perini       | SROM               | SC Nordique Stella Alpina | 76,0   | 81,5   | 116,0  |

### Konkurs indywidualny kobiet na skoczni HS77 (14.10.2017)
| Miejsce | Zawodnik       | Związek narciarski | Klub                 | Skok 1 | Skok 2 | Punkty |
| ------- | -------------- | ------------------ | -------------------- | ------ | ------ | ------ |
| 1.      | Sina Arnet     | ZSV                | SC Am Bachtel Wald   | 74,0   | 62,0   | 205,7  |
| 2.      | Rea Kindlimann | ZSV                | SC Am Bachtel Wald   | 64,0   | 66,5   | 193,6  |
| 3.      | Emely Torazza  | OSSV               | SC Riedern           | 50,5   | 50,5   | 123,7  |
| 4.      | Alena Czekala  | ZSV                | SC Einsiedeln        | 49,5   | 53,0   | 122,5  |
| 5.      | Julia Biffi    | BSV                | SC Alpina St. Moritz | 50,0   | 48,5   | 111,2  |
| 6.      | Simone Buff    | ZSV                | SC Am Bachtel Wald   | 50,0   | 48,5   | 108,7  |

### Konkurs drużynowy mężczyzn na skoczni HS117 (14.10.2017)
| Miejsce | Drużyna     | Zawodnik           | Klub                      | Skok 1 | Skok 2 | Nota zespołu |
| ------- | ----------- | ------------------ | ------------------------- | ------ | ------ | ------------ |
| 1.      | ZSV I       | Dominik Peter      | SC Am Bachtel Wald        | 109,5  | 114,0  | 975,9        |
| 1.      | ZSV I       | Pascal Kälin       | SC Einsiedeln             | 112,5  | 111,0  | 975,9        |
| 1.      | ZSV I       | Tobias Birchler    | SC Einsiedeln             | 105,5  | 107,0  | 975,9        |
| 1.      | ZSV I       | Andreas Schuler    | SC Einsiedeln             | 110,0  | 111,0  | 975,9        |
| 2.      | BOSV I      | Luca von Grünigen  | SC Gstaad                 | 96,5   | 90,5   | 836,5        |
| 2.      | BOSV I      | Kevin Romang       | SC Gstaad                 | 97,5   | 95,0   | 836,5        |
| 2.      | BOSV I      | Gabriel Karlen     | SC Gstaad                 | 107,5  | 108,5  | 836,5        |
| 2.      | BOSV I      | Sandro Hauswirth   | SC Gstaad                 | 107,0  | 107,5  | 836,5        |
| 3.      | ZSSV / OSSV | Aron Russi         | SC Unterschächen          | 83,0   | 78,5   | 758,3        |
| 3.      | ZSSV / OSSV | Fabian Waldis      | SC Büren - Oberdorf       | 84,5   | 83,5   | 758,3        |
| 3.      | ZSSV / OSSV | Gregor Deschwanden | SC Horw                   | 108,5  | 115,5  | 758,3        |
| 3.      | ZSSV / OSSV | Luca Egloff        | SC Grabserberg            | 113,0  | 109,5  | 758,3        |
| 4.      | SROM        | Janne Perini       | SC Nordique Stella Alpina | 95,5   | 92,0   | 718,0        |
| 4.      | SROM        | Sébastien Cala     | SC Le Brassus             | 73,5   | 78,0   | 718,0        |
| 4.      | SROM        | Olan Lacroix       | SC Les Diablerets         | 93,5   | 93,0   | 718,0        |
| 4.      | SROM        | Killian Peier      | SC Vallée de Joux         | 114,0  | 115,5  | 718,0        |
| 5.      | ZSV II      | Mario Anderegg     | SC Am Bachtel Wald        | 91,0   | 95,5   | 553,8        |
| 5.      | ZSV II      | Remo Imhof         | SC Einsiedeln             | 70,0   | 71,0   | 553,8        |
| 5.      | ZSV II      | Noah Camenzind     | SC Einsiedeln             | 84,5   | 84,0   | 553,8        |
| 5.      | ZSV II      | Pascal Müller      | SC Einsiedeln             | 86,5   | 88,5   | 553,8        |